# Михаел Блеекемолен
Михаел Блеекемолен (на нидерландски: Michael Bleekemolen) е бивш пилот от Формула 1. Роден на 2 октомври 1949 година в Амстердам, Нидерландия.

## Формула 1
Михаел Блеекемолен прави своя дебют във Формула 1 в Голямата награда на Нидерландия през 1977 година. В световния шампионат записва 5 състезания като не успява да спечели точки. Състезава се за отборите на РАМ и АТС.